# イサベラ (バシラン州)
イサベラ市（Isabela）はフィリピン南西部、ミンダナオ島の沖合のバシラン島にある都市で、バシラン州の州都である。市街地はバシラン島の北岸に位置し、バシラン海峡をはさんだ北にはサンボアンガ市がある。2000年国勢調査では、人口は73,032人、世帯数は13,753世帯。
面積は223.73平方kmで、バランガイ数は45。2001年4月25日に市になった。地名はかつて、スペイン女王イサベル2世を称えて付けられたものである。
行政区分上は複雑である。バシラン州自体はバンサモロ自治地域に属するが、イサベラ市はバシラン州の一部ながらサンボアンガ半島地方に属している。イサベラ市では、バシラン島の他の町やスールー諸島の他の島と同様、イスラム教過激派・アブ・サヤフと政府軍との激しい戦闘が起こっている。